# Rotary International
Rotary International és una organització internacional fundada el 1905 que es proposa reunir persones influents en els negocis, les professions liberals o el servei públic per tal de prestar ajut humanitari als que ho necessiten, fomentar uns nivells elevats d'ètica en totes les activitats humanes i contribuir a la difusió del bé i la pau per tot el món. És una organització no política i no religiosa i és oberta a persones de totes les races, religions, ideologies i gèneres. Hi ha més de 46.000 clubs membres a tot el món, amb una afiliació d'1,4 milions d'individus, coneguts com a socis de Rotary. Els "rotaris" de cada club solen trobar-se cada setmana per fer un àpat plegats, tant en el sentit d'acte social com de reunió de treball per organitzar-se en funció dels seus objectius. Els Rotary Club són les seccions locals del Rotary Internacional.
Rotary International és l'organització de clubs de serveis amb el nombre de socis més gran del món, amb 1,9 milions de voluntaris, inclosos tots els membres dels clubs que formen la família Rotary, és a dir, els clubs Rotary, Interact i Rotaract. La pertinença es fa mitjançant sol·licitud o invitació i es basa en diversos factors socials. La seu central del Rotary International es troba a Evanston (Illinois), als Estats Units, i els idiomes que empra són l'anglès, el suec, el portuguès, l'italià, el francès, el castellà, l'alemany, el coreà i el japonès. Un lema del Rotary és "Service above Self" ("El servei per sobre d'un mateix"), i un altre "He profits most who serves best" ("Fa més benefici qui millor serveix").
Els Rotary Clubs de Catalunya, País Valencià i les Illes Balears foren dissolts i prohibits al final de la Guerra Civil Espanyola, i no foren autoritzats a reaparèixer fins al 1978.